# Karoo nama
Localisation
Le Karoo nama est une écorégion faisant partie du biome des déserts et terres arbustives xériques de l'écozone afrotropicale  ; il est situé sur le plateau central d'Afrique australe, dans la partie sud de l'Afrique du Sud et de la Namibie.

## Climat
Le climat est très variable et très aride ; les sécheresses sont fréquentes. La pluie tombe principalement en été austral, entre décembre et mars. La hauteur des précipitations peut varier de 100 à 520 mm d'une année à l'autre. Les précipitations sont plus importantes au nord qu'au sud et à l'est qu'à l'ouest. La variabilité inter-annuelle tend à s'accroître ainsi que l'aridité globale de la zone. Des variations de températures de 25 °C entre le jour et la nuit sont fréquentes. Les températures maximales du milieu de l'été austral (janvier) dépassent 30 °C, tandis que les minimales d'hiver (en juillet) sont en dessous de 0 °C.

## Flore
La végétation dominante est constituée d'arbustes nains, Drosanthemum, Eriocephalus, Galenia, Pentzia, Pteronia et Ruschia. Le pâturage, principale menace de l'écozone, tend à rendre la broussaille de plus en plus présente.
Les graminées (Aristida, Digitaria, Enneapogon, Stipagrostis) sont plus abondantes dans les dépressions et sur les sols sableux,.

## Faune

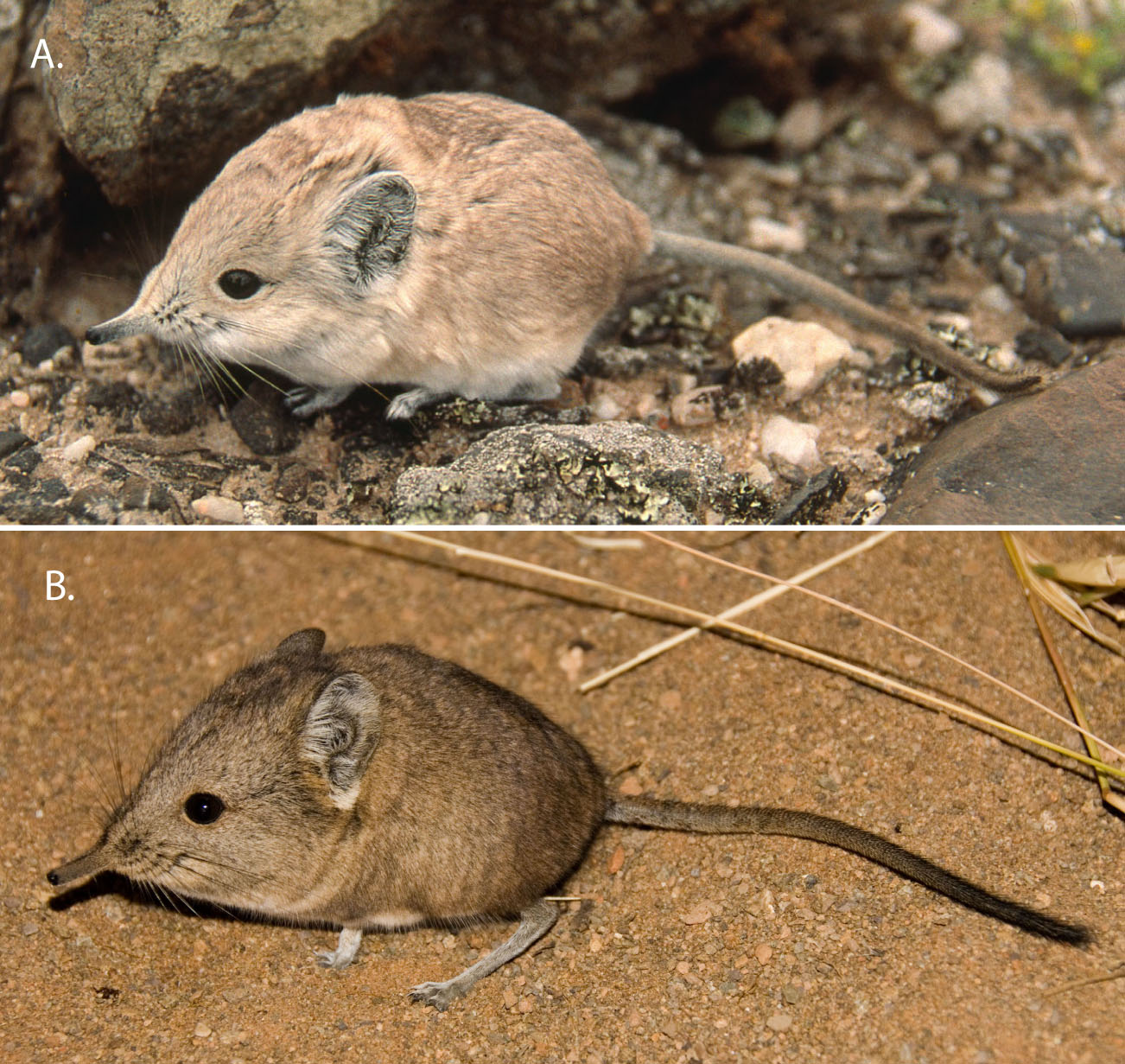
Musaraignes à trompe, typiques de l'écorégion.

La faune du Karoo nama est relativement pauvre et peu endémique ; une seule espèce de mammifère est considérée comme strictement endémique, Chrysochloris visagiei (en), un insectivore semblable à une taupe. Une espèce, le Lièvre des bochimans, est considérée comme « en danger critique d'extinction » par le South African Red Data Book, du fait de la régression de son habitat. Parmi les oiseaux, l'alouette ferrugineuse (en) (Certhilauda burra) et l'alouette de Sclater (Spizocorys sclateri) sont strictement endémiques.

## Paléontologie
Des traces fossiles de vie, parmi les plus anciennes de la planète, datées de plus de 3 Ga, ont été trouvées dans les diorites du craton du Kaapvaal, au nord-est de la zone ; il s'agit d'organismes mono-cellulaires et de structures biologiques filamentaires.
La région est riche en fossiles de dinosaures et mammifères.